# 나카헤치정
나카헤치정(中辺路町)은 와카야마현 니시무로군에 설치되었던 정이다. 
2005년 5월 1일에 다나베시, 류진촌, 오토촌, 혼구정과 합병으로 현재는 다나베시 나카헤치정에 해당된다.

## 역사
- 1956년 5월 1일 - 구리스가와촌, 후타카와촌, 지카노촌이 합병해 성립하였다.
- 2005년 5월 1일 - 다나베시, 오토촌, 히다카군 류진촌, 혼구정과 합병해 새로운 다나베시가 성립하였다. 동일 나카헤치정은 폐지되었다.

## 교통

### 도로
- 국도 제311호선 (일본)(일본어판)
- 국도 제371호선 (일본)(일본어판)